# ان‌جی‌سی ۷۰۹۰
ان‌جی‌سی ۷۰۹۰ (انگلیسی: NGC 7090) نام یک کهکشان در صورت فلکی هندی است.